# Аполлон Эверсманна
 Аполлон Эверсманна (лат. Parnassius eversmanni) — дневная бабочка семейства Парусники (Papilionidae)
Видовое название дано в честь русского натуралиста, зоолога, врача и путешественника — Эдуарда Александровича Эверсмана.
Синонимы:
- septentrionalis (Вrук, 1914),
- altaica (Sheljuzhko, 1914),
- lacinia (Hemming, 1934),
- lautus (Ohya, 1988)

## Описание
Длина переднего крыла 23—32 мм. Размах крыльев до 65 мм. Крылья самцов жёлтые или желтовато-белые, выглядят пёстрыми из-за хорошо развитых поперечных серых перевязей на передних крыльях. Крылья самок — серовато-белые с жёлтым оттенком или без него, с прозрачными перевязями. На задних крыльях — крупные красные пятна в тёмных ободках — у самок они обычно гораздо крупнее.

## Ареал
Горные районы Южной и Восточной Сибири, Дальнего Востока (кроме Приморья), Шантарские острова, Монголия, Япония, Аляска.

## Местообитания
Луга в верхней части лесного пояса, в высокогорьях встречается в каменистых, луговинных, ерпиковых тундрах. На Алтае встречается локально в горных цирках, на альпийских лугах со снежниками по склонам, у водопадов, реже на высотах 2400—3000 метров над уровнем моря. Западном Саяне — дриаловых лужайки среди карликовых берёз. Наиболее обычны и многочисленны на северо-востоке Азии.

## Биология вида
Лёт бабочек со второй недели июня по сентябрь. Бабочки кормятся на цветках Claytonia joanneana, мытников, Hedysarum austrosibiricum.

## Размножение
Генерация двухлетняя. Яйца розоватые, откладываются самкой по одному на камни, почву, растительные остатки. Зимуют яйца. Гусеница первого возраста ярко чёрная. В старших возрастах становится тёмно-коричневой, с тёмными короткими полосками. Вдоль спины гусеницы проходит прерывистая полоска из пятен, ниже которой имеются желтоватые линии. Сбоку каждого сегмента находятся чёрные треугольные пятна. Активна только в солнечную погоду.
Кормовые растения гусениц — род Corydalis, Dicentra peregrina. Гусеница питается почками, цветками и листьями. Окукливание чаще под камнями. Куколка красновато-коричневая в мелких бугорках. Зимует куколка.

## Изменчивость и подвиды
Изменчивость на большей части ареала слабая. Подвид eversmanni (= septenthonalis Bryk, 1914, altaica Shcljuzhko, 1914, lacinia Hemming, 1934, lautus Ohya, 1988) занимает большую часть ареала в Сибири.
Таксон gornyiensis Watanabe, 1998 из Хабаровского края похож на него. Известный из-под Охотска подвид vosnessenskii (= magadana D. Weiss, 1971, meridionahs Eisner, 1978, Gauthier, 1984) к северу встречается до бассейна реки Колымы.
На Аляске распространён подвид thor (Edwards, 1881) очень похож на vosnessenskii.
На крайнем севера Востока Азии обитает подвид polarius, открытый в 1991 году. Особи данного подвида заметно мельче других, как и пятна другие детали рисунка на их крыльях. В Японии, в центральных регионах острова Хоккайдо обитает подвид daisetsuzana (Matsumura, 1926).